# Mala Vrbnica
Mala Vrbnica (Servisch cyrillisch Мала Врбница) is een plaats in de Servische gemeente Brus. De plaats telt 223 inwoners (2002).